# اینگر بیورنباکن
اینگر بیورنباکن (انگلیسی: Inger Bjørnbakken؛ (زادهٔ ۲۸ دسامبر ۱۹۳۳ – درگذشتهٔ ۱۳ فوریهٔ ۲۰۲۱) اسکی‌باز آلپاین اهل نروژ بود.